# Autokamera
Autokamera je zařízení, které je ve většině případů umístěno na čelním skle automobilu a zaznamenává události před automobilem. Záznam je poté ukládán na paměťovou kartu pro další použití. Tato zařízení jsou velice populární v Rusku, kde soudy dávají přednost záznamu z kamery před lidským svědectvím, ale například v Rakousku jsou v soukromých autech zcela zakázány.

## Rozdělení autokamer
Autokamery se dělí podle oblastí, které zaznamenávají.
- Normální – kamera snímá pouze události před vozidlem. Jedná se o nejrozšířenější variantu.
- Duální – tento typ kamery zaznamenává nejen události před vozidlem, ale také události uvnitř vozidla.
- Externí – jedná se o variantu s přídavnou externí optikou. První kamerou jsou snímány události před vozidlem, a druhou kamerou události za vozidlem.

## Vlastnosti autokamer
Každá autokamera může být vybavena rozdílnými vlastnostmi.
- G-senzor (Akcelerometr) – snímá zrychlení na třech osách. V případě rychlé změny směru (náraz, prudké brzdění) uzamkne nahrávku na paměťové kartě, jelikož záběry jsou ukládány ve smyčce. Jakmile se naplní kapacita kamery, začnou se nejstarší záznamy nahrazovat aktuálními záznamy.
- GPS (Global Positioning System) – kamera současně se zvukovým a obrazovým záznamem uchovává také polohu a rychlost auta.
- Loop recording – při vyčerpání kapacity, pro uložení záznamu se nahrávání nezastaví, ale začnou se mazat nejstarší záznamy.
- Automatické zapnutí – při nastartování automobilu se automaticky začne nahrávat záznam. Můžete předejít situacím, kdy zapomenete zapnout kameru.
- Parkovací mód – pokud je auto zaparkováno na parkovišti, tak je kamera vypnutá. V případě že g-senzor zaznamená náraz, kamera automaticky začne natáčet.
- Úhel záběru – zorný úhel kamery. Udává šířku záběru kamery.[3]

## Autokamera jako aplikace v chytrém telefonu
V dnešní době špičkových kamer v chytrých telefonech se objevuje možnost nainstalovat si Autokameru jako aplikaci do svého mobilního telefonu. Výhodou je nízká cena, časté aktualizace a mnohem širší nabídka vlastností. Například česká aplikace DashCam Travel: Kamera do Auta pro Android nabízí měření akcelerace, brzdné dráhy, přetížení, zobrazení názvu ulice, inklinometr, Auto–Start/Stop a jiné. Všechny informace mohou být součástí nahraného videa. Výhodou je také nahrávání na pozadí, které se hodí v případě, kdy je nutný zhasnutý displej nebo je na popředí zobrazená jiná aplikace, např. navigace nebo mapy.

## Právní omezení
Zákon o ochraně osobních údajů se nevztahuje na případy, kdy záznamy provádí fyzická osoba výhradně pro své účely. Souhlas nahrávané osoby s pořizováním záznamu je nutný pouze v situacích, kdy je nahrávaná osoba na záznamu rozeznatelná. Pokud bychom poskytli záznamy z kamer jiným osobám (zde patří také sdílení na internet) nebo osoby na záznamu by byly rozpoznatelné, taky bychom porušovali zákon. Nutno však podotknout, že na základě předloženého záznamu policii může být stíhán samotný autor nahrávky, pokud je na nahrávce prokazatelé, že porušuje zákon či silniční předpisy (například překročení rychlosti).
Pokud se stane nehoda, za důkaz slouží vše, co může vést k prokázání tvrzených skutečností a bylo získáno v souladu se zákonem. O připuštění jednotlivých důkazů však rozhoduje soudce. 
Z legislativně-technického hlediska řeší umístění navigačních systémů ustanovení § 34 odst. 3 vyhlášky MDS č. 341/2002 Sb., v posledním znění, tj. textem „… v zorném poli řidiče nesmí být umístěny žádné předměty, které by omezovaly výhled řidiče všemi směry...“.
Obecné určení míst, kde je možné umístit navigační systém připevněný přísavkou na čelní sklo není možné, protože zorné pole řidiče, tj. pole výhledu řidiče, je nutno posuzovat pro každý typ vozidla individuálně, protože plocha čelního skla není u všech silničních vozidel totožná se zorným polem řidiče. V důsledku konkrétních konstrukcí čelních skel a předních částí vozidla dochází v některých případech například k tomu, že řidič čelním sklem vidí na části karoserie a ne na vozovku a okolí vozidla (např. výhled je i na kryt motoru) a tato plocha čelního skla tedy není zorným polem řidiče. Další plocha čelního skla, která není zornou plochou řidiče, je horní část plochy čelního skla se sníženou propustností (horní ztemňovací pás). Tyto plochy čelního skla jsou uvedeny jako příklady, kdy celá plocha čelního skla není zorným polem řidiče, neznamená to však, že jde o schválení možnosti montovat předmětná zařízení do těchto míst, bez kontroly plnění všech požadavků v konkrétním případě. Při silniční kontrole může policie např. ověřit, zda navigační systém je v konkrétním případě umístěn tak, že nezakrývá výhled řidiče. 